# 十六分
十六分，原寫為十六份，是台灣宜蘭縣羅東鎮的一個傳統地域名稱，位於該鎮南部。相較於今日行政區，其範圍大致包括南豪里、南昌里、羅莊里。

## 歷史
台灣清治末期，十六分地區為一街庄，稱為「十六份庄」，隸屬於羅東堡。該庄東北及東與月眉庄為鄰，東南與武罕庄為鄰，南及西南與九份庄為鄰，西邊阿里史庄，北邊為羅東街、十八埒庄。
1901年（日治明治三十四年）11月，廢縣廳改設二十廳，該庄隸屬於宜蘭廳，編入第十二區。1905年（明治三十八年）7月，第十二區改名「羅東區」。1909年（明治四十二年）10月，合併二十廳為十二廳，該庄仍隸屬於宜蘭廳。1920年（大正九年），廢十二廳改設五州二廳，該庄改制為「十六分」大字，隸屬於臺北州羅東郡羅東街。
戰後羅東街改制為羅東鎮，隸屬於臺北縣，大字改制為里。1950年10月，北、基、宜分治，羅東鎮改隸屬於宜蘭縣。

## 聚落
本地區發展較早的聚落為十六份，在日治期初期的官方地圖上已有記載。此外，本地區尚有粗坑窯聚落。

## 交通
台鐵宜蘭線是台灣東北部鐵路幹線，大致以北偏西—南偏東走向經過十六分地區中部偏西地帶。境內未設站，但北側不遠處即為羅東車站，屬二等站，停靠大部分的普悠瑪號、太魯閣號、自強號、復興號，及全部的莒光號、區間快車與區間車。由此可前往台鐵沿線各站。
省道台9線（冬山路五段）又稱「東部幹線」，是台北經東台灣至屏東楓港的幹道，大致以西向東經過本地區西南側邊界點。由該道路向西以弧形轉東北繞過羅東市中心區再轉北北西可前往五結西北部、宜蘭、礁溪、頭城西南部、坪林等地，向東轉南南東可前往冬山、蘇澳、南澳等地。
鄉道宜30-1線（南門路、南昌街、羅莊街、羅莊一街）是冬山鄉鹿埔經羅東至冬山鄉冬山河森林公園的道路，大致以西北西—東南東走向由本地區西北部入境，先轉西南西—東北東走向再轉西南—東北走向再轉西南西—東北東走向，過鐵路平交道後轉東南東蜿蜒而行，至羅東一街路口轉南南西，最終於本地區南部出境。由該道路向西北西轉西可前往阿里史、鹿埔並止於鄉道宜28線路口，向南南西可前往九份、打那美與武罕交界地帶、珍珠里簡並止於大員排水北側不遠處。

## 學校
- 羅東國小

## 文化資產
- 羅東聖母醫院耶穌聖心堂（縣定古蹟）